# S. E. Hamblin
S. E. Hamblin Ltd. war ein britischer Hersteller von Automobilen.

## Unternehmensgeschichte
Sid Hamblin gründete in den 1950er Jahren das Unternehmen. Firmensitz war an der Priestlands Lane in Sherborne. 1956 oder 1957 begann er mit der Produktion von Automobilen und Bausätzen für Kit Cars. Der Markenname lautete Hamblin. 1962 endete die Produktion. Insgesamt entstanden etwa 213 Exemplare. Außerdem fertigte das Unternehmen bis 1965 Kunststoffkarosserien für verschiedene Hersteller wie Super Accessories. Anfang der 1970er Jahre wurde das Unternehmen verkauft.

## Fahrzeuge
Das erste Modell Deluxe erschien im April 1957. Die Basis bildete das Fahrgestell des Austin 7. Darauf wurde eine offene zweisitzige Karosserie aus Aluminium montiert. Bis 1958 wurden zwölf Fahrzeuge gebaut.
1958 folgte der Cadet, von dem bis 1960 200 Exemplare entstanden. Die Karosserie war schmaler als beim ersten Modell und bestand aus glasfaserverstärktem Kunststoff. Ein weiterer Unterschied waren die auf den Achsschenkeln motierten vorderen Kotflügel, die sich beim Lenken mit bewegten.
Der Mk 2 wurde von 1960 bis 1962 angeboten. Allerdings entstand nur ein Exemplar. Dies war ebenfalls ein offener Zweisitzer.
Das Auktionshaus Bonhams versteigerte am 6. Dezember 2004 einen Cadet Sport von 1959 für 15.352 Euro.